# Six Jours de Brisbane
Les Six Jours de Brisbane sont une course cycliste de six jours disputée à Brisbane, en Australie. Une seule édition est organisée en 1932.

## Palmarès
| Année | Vainqueur                 | Deuxième                     | Troisième                       |
| ----- | ------------------------- | ---------------------------- | ------------------------------- |
| 1932  | Richard Lamb Jack Standen | Archie McLennan Frank Thomas | Jack Fitzgerald Hubert Opperman |